# HD 99922
HD 99922 är en dubbelstjärna belägen i den mellersta delen av stjärnbilden Bägaren. Den har en kombinerad skenbar magnitud av ca 5,77 och är svagt synlig för blotta ögat där ljusföroreningar ej förekommer.  Baserat på parallaxmätning inom Hipparcosuppdraget på ca 7,3 mas, beräknas den befinna sig på ett avstånd på ca 450 ljusår (ca 140 parsek) från solen. Den rör sig närmare solen med en heliocentrisk radialhastighet på ca -3 km/s.

## Egenskaper
Primärstjärnan HD 99922 A är en vit till blå stjärna i huvudserien av spektralklass A0 V. Den har en radie som är ca 3,8 solradier och har ca 80 gånger solens utstrålning av energi från dess fotosfär vid en genomsnittlig effektiv temperatur av ca 8 800 K.
Följeslagaren HD 99922 B ligger separerad från primärstjärnan med ca 8 bågsekunder.